# Mardż az-Zuhur
Mardż az-Zuhur (arab. مرج الزهور) – miejscowość w Syrii, w muhafazie Idlib. W 2004 roku liczyła 1667 mieszkańców.